# Princess Cruises
Princess Cruises ist eine Marke des britisch-amerikanischen Kreuzfahrtunternehmens Carnival Corporation.

## Geschichte

### Princess Cruises

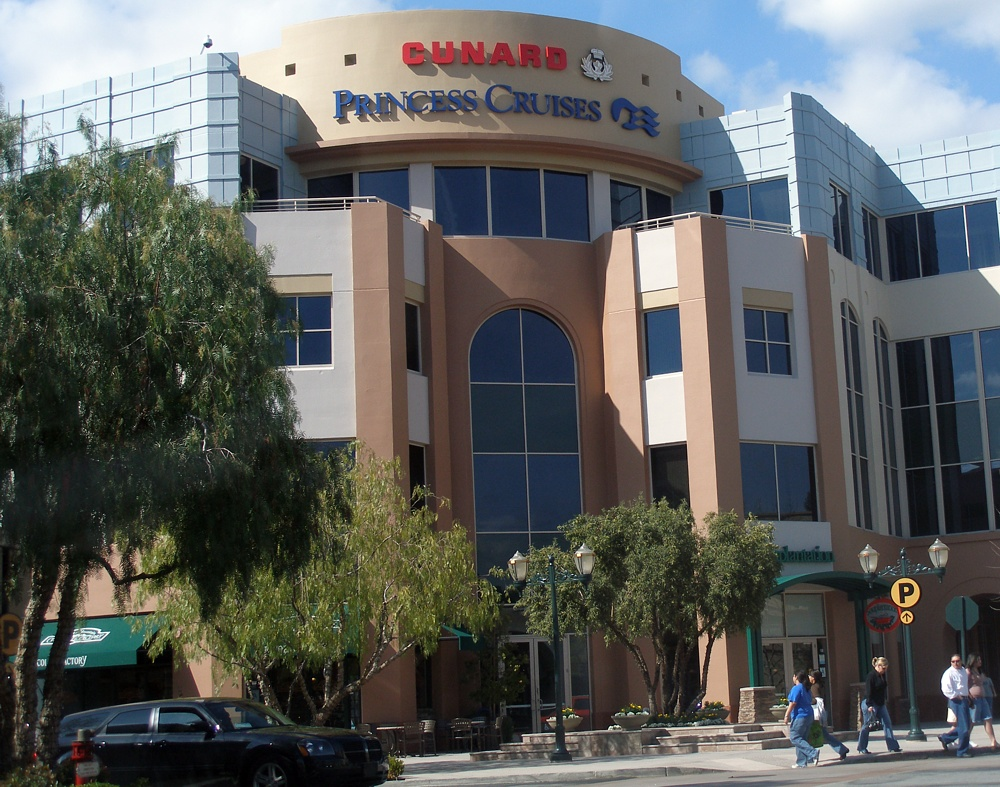
Firmensitz von Princess Cruises in Santa Clarita

Das Unternehmen entstand im November 1965 als Princess Cruise Lines, als der Geschäftsmann Stanley McDonald (1920–2014) aus Seattle das Passagierschiff Princess Patricia (auch Princess Pat genannt) von Canadian Pacific Limited charterte und damit Kreuzfahrten in Richtung Mexiko durchführen ließ. Nachdem das Schiff wieder an seinen Eigner zurückgegeben worden war, charterte McDonald die Princess Italia, eines der ersten als solche gebauten Kreuzfahrtschiffe, das speziell für Kreuzfahrten gebaut wurde, und bot unter anderem auch Fahrten durch den Panamakanal an. Princess Cruises war damit der erste Kreuzfahrt-Veranstalter, der regelmäßige Kanalpassagen ins Fahrtprogramm aufnahm. Im Jahr 1968 überquerte die Princess Italia als erstes Schiff der Reederei den Atlantik. Princess Cruises war mittlerweile an Boise Cascade Corporation verkauft worden, wurde jedoch 1970 wieder vom Unternehmensgründer zurückgekauft.
1974 übernahm die Peninsular and Oriental Steam Navigation Company (P&O) Princess Cruise Lines, die nun als P&O Princess Cruises geführt wurde. Die finanzielle Situation des Unternehmens ermöglichte die Übernahme weiterer Kreuzfahrtschiffe. Mitte der 1970er Jahre ermöglichte P&O Princess Cruises dem Produzenten Aaron Spelling, die Schiffe Pacific Princess und Island Princess als Kulisse für die Fernsehserie „Love Boat“ zu nutzen, wodurch die Reederei einem Millionenpublikum bekannt wurde. Während dieser Zeit entstand auch der Spruch „It's more than a cruise, it's the Love Boat“ (dt. Es ist mehr als eine Kreuzfahrt, es ist (das) „Love Boat“). Das Image und die Figuren der Serie wurden auch weiterhin für Werbezwecke genutzt. 1979 verließ Gründer Stanley McDonald das Unternehmen.
Anfang der 1980er Jahre legten Schiffe von Princess Cruises erstmals auf der Privatinsel Palm Island (Grenadinen) an, die später durch die Nachbarinsel Mayreau ersetzt wurde. Im Jahr 1984 übernahm P&O Princess Cruises den ersten Kreuzschiffneubau, die Royal Princess. Im darauffolgenden Jahr bot die Reederei die ersten Kreuzfahrten im Mittelmeer an und stationierte als erste der großen Gesellschaften die Pacific Princess an der Pazifikküste in San Diego. 1987 folgten erste Kreuzfahrten in asiatischen Gewässern und in der Ostsee. 1988 übernahm P&O Princess Cruises die Reederei Sitmar Cruises (Società Italiana Trasporti Marittimi) und wurde damit zu einer der größten unter den amerikanischen Kreuzfahrtreedereien. Gleichzeitig wurden auch Kreuzfahrten nach Neuengland und Südamerika ins Angebot aufgenommen. Darüber hinaus fasste P&O in den Vereinigten Staaten Kreuzfahrten, Hotels, Bahn- und Busreisen unter dem Princess-Logo zusammen.
1992 wurden die „Princess Cays“ (Eleuthera / Bahamas) zur neuen Privatinsel der Reederei. 1998 wurde mit der Grand Princess das zum damaligen Zeitpunkt größte Kreuzfahrtschiff (109.000 BRZ) der Welt in Dienst gestellt.
Im Jahr 2000 spaltete sich Princess Cruises von der Muttergesellschaft P&O ab und die Flotte wurde in das Register der Bermudas eingetragen. Im folgenden Jahr wurde Santa Clarita (Kalifornien) zum Firmensitz. 2003 folgte die Übernahme durch Carnival Corporation & plc, ein Jahr später begann eine enge Zusammenarbeit mit der Cunard Line.
2013 wurde der Reedereibetrieb innerhalb der Carnival Corporation von der Holland-America Line übernommen, die damit die Holland-American Group bildete. Seitdem betreibt Princess Cruise Line, Ltd. keine Schiffe mehr.
Infolge der COVID-19-Pandemie teilte Princess Cruises im März 2020 die vorübergehende Einstellung des Betriebes bis Mai 2020 mit.

### Princess Tours
Die Tochtergesellschaft „Princess Tours“ wurde 1972 in Seattle gegründet. Zunächst wurden Reisen und Unterkünfte in Alaska angeboten, seit 1987 betreibt die Gesellschaft auch eigene Eisenbahnwaggons („Midnight Sun Express“) für Bahnreisen. Mittlerweile verfügt Princess Tours über fünf eigene Gästehäuser (Lodges).

### Neubauten
Anfang 2010 unterzeichneten die Muttergesellschaft Carnival Corporation & plc und die italienische Werft Fincantieri eine Absichtserklärung zum Bau zweier neuer Kreuzfahrtschiffe, deren Ablieferung im Frühjahr 2013 und Frühjahr 2014 erfolgte. Beide Schiffe sind mit 142.714 BRZ vermessen und bieten Platz für rund 3.600 Passagiere. Der erste Neubau trägt den Namen Royal Princess; damit erhielt zum dritten Mal ein Schiff der Reederei diesen Namen. Im Juni 2013 wurde es in Dienst gestellt.
Das zweite Schiff trägt den Namen Regal Princess und ist damit das zweite Schiff mit diesem Namen in der Geschichte von Princess Cruises. Die frühere Regal Princess (1991–2007) fährt heute als Pacific Dawn für P&O Cruises Australia. Am 30. Juli 2014 gaben der Werftkonzern Fincantieri und Princess Cruises den Bau eines dritten Schiffes der Royal-Klasse bekannt, nach der Britannia von P&O Cruises das vierte Schiff der Royal-Klasse. Es erhielt den Namen Majestic Princess. Die Kiellegung erfolgte am 10. Juli 2015, das Ausdocken am 8. Februar 2016. Am 30. März 2017 wurde die Majestic Princess abgeliefert. Im Oktober 2019 wurde die Sky Princess als weiteres Schwesterschiff abgeliefert. Zwei weitere Schwesterschiffe, die Enchanted Princess und die Discovery Princess, wurden 2020 und 2022 abgeliefert.
Im Juli 2018 wurde mit Fincantieri eine Absichtserklärung zwei Neubauten mit Ablieferung 2023 und 2025 vereinbart. Die mit rund 178.000 BRZ vermessenen Schiffe können mit Flüssigerdgas angetrieben werden. Die Schiffe wurden Ende März 2019 fest bestellt. Das erste dieser Schiffe der Sphere-Klasse mit dem Namen Sun Princess wurde am 14. Februar 2024 übernommen. Es wurde am 28. Februar 2024 in Dienst gestellt. Das für Ablieferung 2025 vorgesehene Schwesterschiff wird den Namen Star Princess tragen.

## Wiederholte illegale Müllentsorgung
Im Jahr 2002 bekannte sich die Muttergesellschaft Carnival Corporation schuldig von 1996 bis 2001 Aufzeichnungen zur Entsorgung von veröltem Bilgewasser gefälscht zu haben. Damit einher ging eine Strafzahlung in Höhe von 18 Mio. USD. Ebenso wurde die Gesellschaft zu gemeinnütziger Arbeit verpflichtet und für die Dauer von 5 Jahren unter gerichtliche Beobachtung gestellt.
Für wiederholte illegale Entsorgung verölter Abfälle ins Meer und für die versuchte Verschleierung der Verstöße wurde die Princess Cruises Ltd im Jahr 2016 zu der bis dahin höchsten Strafe für vorsätzliche Umweltverschmutzung durch Schiffe, in Höhe von 40 Mio. USD verurteilt. Die Behörden gehen davon aus, dass eine illegale Entsorgung von Abfällen bereits seit 2005 gewohnheitsmäßig erfolgte. Ebenso wurden Schiffe der Princess Cruises Ltd und der Carnival Cruise Lines Inc erneut unter gerichtliche Beobachtung gestellt.
Für Verstöße gegen Auflagen aus dem Urteil von 2016 wurden die Carnival Corporation & plc. und ihre Tochtergesellschaft Princess Cruises Ltd im Jahr 2019 erneut zu einer Strafzahlung in Höhe von 20 Mio. USD verurteilt. Bei den Verstößen handelte es sich erneut um die illegale Entsorgung von Abfällen, Fälschung von Aufzeichnungen sowie versuchte Umgehung der gerichtlichen Überwachung durch den Einsatz von Reinigungsteams, um Inspektionen zuvorzukommen.

## Flotte

### Aktuelle Schiffe
Zur Flotte von Princess Cruises gehören derzeit 16 Kreuzfahrtschiffe (Stand: Februar 2024). Im Jahr 2011 betrug die Kapazität der Flotte 36.900 Passagiere. Die Schiffe laufen über 350 Häfen auf allen Kontinenten an. Die Bordsprache ist Englisch. Service und Ausstattung sind dem US-amerikanischen Publikum angepasst.
| Name               | Indienst- stellung | Vermessung (BRZ) | Bauklasse        | Bauwerft                               | Bemerkungen und Status                                      | Bemerkungen und Status |
| ------------------ | ------------------ | ---------------- | ---------------- | -------------------------------------- | ----------------------------------------------------------- | ---------------------- |
| Coral Princess     | 2003               | 91.627           | Coral-Klasse     | Chantiers de l’Atlantique, St. Nazaire | Typschiff der Coral-Klasse in Dienst seit Januar 2003       |                        |
| Island Princess    | 2003               | 91.627           | Coral-Klasse     | Chantiers de l’Atlantique, St. Nazaire | in Dienst seit Juli 2003                                    |                        |
| Diamond Princess   | 2004               | 115.875          | Gem-Klasse       | Mitsubishi Heavy Industries, Nagasaki  | in Dienst seit März 2004                                    |                        |
| Sapphire Princess  | 2004               | 115.875          | Gem-Klasse       | Mitsubishi Heavy Industries, Nagasaki  | in Dienst seit Juni 2004                                    |                        |
| Grand Princess     | 1998               | 107.517          | Grand-Klasse     | Fincantieri, Monfalcone                | Typschiff der Grand-Klasse in Dienst seit Mai 1998          |                        |
| Caribbean Princess | 2004               | 112.894          | Caribbean-Klasse | Fincantieri, Monfalcone                | Typschiff der Caribbean-Klasse in Dienst seit April 2004    |                        |
| Crown Princess     | 2006               | 113.561          | Crown-Klasse     | Fincantieri, Monfalcone                | Typschiff der Crown-Klasse in Dienst seit Juni 2006         |                        |
| Ruby Princess      | 2008               | 113.561          | Crown-Klasse     | Fincantieri, Monfalcone                | in Dienst seit November 2008                                |                        |
| Emerald Princess   | 2007               | 113.561          | Crown-Klasse     | Fincantieri, Monfalcone                | in Dienst seit April 2007                                   |                        |
| Royal Princess     | 2013               | 142.714          | Royal-Klasse     | Fincantieri, Monfalcone                | in Dienst seit Juni 2013                                    |                        |
| Regal Princess     | 2014               | 142.714          | Royal-Klasse     | Fincantieri, Monfalcone                | im Dienst seit Mai 2014                                     |                        |
| Majestic Princess  | 2017               | 144.216          | Royal-Klasse     | Fincantieri, Monfalcone                | in Dienst seit März 2017                                    |                        |
| Sky Princess       | 2019               | 145.281          | Royal-Klasse     | Fincantieri, Monfalcone                | in Dienst seit Oktober 2019                                 |                        |
| Enchanted Princess | 2020               | 145.281          | Royal-Klasse     | Fincantieri, Monfalcone                | in Dienst seit 10. November 2021                            |                        |
| Discovery Princess | 2022               | 145.281          | Royal-Klasse     | Fincantieri, Monfalcone                | in Dienst seit 27. März 2022                                |                        |
| Sun Princess       | 2024               | 177.882          | Sphere-Klasse    | Fincantieri, Monfalcone                | Typschiff der Sphere-Klasse in Dienst seit 28. Februar 2024 |                        |

| Flüggiggasantrieb |

### Ehemalige Schiffe (Auswahl)
| Name                             | Indienst- stellung | Vermessung (BRT/BRZ) | Bauwerft                                                  | Reederei- dienst    | Bemerkungen und Verbleib |
| -------------------------------- | ------------------ | -------------------- | --------------------------------------------------------- | ------------------- | --- |
| Crown Princess                   | 1990               | 70.310               | Fincantieri, Monfalcone                                   | 1990–2002           | 2002 als A-Rosa Blu zu A-Rosa transferiert, 2020 in Alang verschrottet.                                                                      |
| Dawn Princess                    | 1957               | 21.989               | John Brown & Co., Clydebank                               | 1988–1993           | gebaut als für Cunard Line, verkauft an V.Ships. 2004 in Alang verschrottet.                                                                 |
| Dawn Princess                    | 1997               | 77.441               | Fincantieri, Monfalcone                                   | 1997–2017           | Sun-Klasse 2017 als Pacific Explorer zu P&O Cruises Australia transferiert                                                                   |
| Golden Princess                  | 1973               | 28.551               | Wärtsilä, Helsinki                                        | 1993–1996           | von der Birka Line übernommen, als SuperStar Capricorn an Star Cruises verkauft. 2021 in Aliağa verschrottet.                                |
| Golden Princess                  | 2001               | 108.865              | Fincantieri, Monfalcone                                   | 2001–2021           | Grand-Klasse 2021 als Pacific Adventure zu P&O Cruises Australia transferiert                                                                |
| Island Princess                  | 1971               | 19.910               | Rheinstahl Nordseewerke, Emden                            | 1972–1999           | als Island Venture von Flagship Cruises übernommen, 1999 als Hyundai Pungak an Hyundai Merchant Marine, 2014 als Amen in Alang verschrottet. |
| Italia                           | 1963               |                      | Cantiere Navale Felszegi di Muggia, Triest                | 1967–1973           | Gebaut für Crociere d'Oltremare, Rückgabe nach Charter.                                                                                      |
| Ocean Princess                   | 2000               | 77.499               | Fincantieri, Monfalcone                                   | 2000–2002           | Sun-Klasse als Oceana zu P&O Cruises transferiert                                                                                            |
| Pacific Princess                 | 1971               | 19.903               | Rheinstahl Nordseewerke, Emden                            | 1975–2002           | von Flagship Cruises übernommen, 2002 als Pacific an Viagens verkauft, 2013 in Aliağa verschrottet                                           |
| Pacific Princess                 | 1999               | 30.277               | Chantiers de l’Atlantique, St. Nazaire                    | 2003–2021           | Explorer-Klasse (R-Klasse) von Renaissance Cruises übernommen, 2021 an Azamara Cruises verkauft                                              |
| Princess Patricia                | 1949               | 6.062                | Fairfield S.B. & Eng. Co., Glasgow                        | 1965–1966           | Gebaut für CP Ships, 1989 in Kaohsiung, Taiwan verschrottet.                                                                                 |
| Regal Princess                   | 1991               | 70.285               | Fincantieri, Monfalcone                                   | 1991–2007           | 2007 an P&O Cruises Australia verkauft |
| Royal Princess                   | 1984               | 44.348               | Wärtsilä, Helsinki                                        | 1984–2005           | 2005 an P&O Cruises verkauft |
| Royal Princess                   | 2001               | 30.277               | Chantiers de l’Atlantique, St. Nazaire                    | 2003–2011           | von Swan Hellenic übernommen, 2011 als Adonia an P&O Cruises verkauft                                                                        |
| Sea Princess                     | 1966               | 27.670               | John Brown & Company, Clydebank                           | 1986–1991           | als Kungsholm für Svenska Amerika Linjen gebaut, 1991 als Victoria n P&O Cruises verkauft, 2015 in Alang verschrottet.                       |
| Sea Princess                     | 1998               | 77.499               | Fincantieri, Monfalcone                                   | 1998–2003 2005–2020 | Sun-Klasse zwischen 2003 und 2005 als Adonia bei P&O Cruises, 2020 verkauft.                                                                 |
| Sky Princess                     | 1984               | 46.087               | Chantiers du Nord et de la Méditerranée, La Seyne-sur-Mer | 1988–2000           | von Sitmar Cruises übernommen, als Pacific Sky zu P&O Cruises Australia transferiert                                                         |
| Star Princess                    | 1989               | 63.786               | Chantiers de l’Atlantique, St. Nazaire                    | 1989–1997           | 1997 als Pacific Pearl an P&O Cruises Australia verkauft, 2021 in Alang verschrottet.                                                        |
| Star Princess                    | 2002               | 108.977              | Fincantieri, Monfalcone                                   | 2002–2021           | Grand-Klasse 2021 als Pacific Encounter zu P&O Cruises Australia transferiert                                                                |
| Sun Princess                     | 1972               | 17.047               | Cantieri Navale Del Tirreno & Riuniti, Genua              | 1974–1988           | von P&O Cruises übernommen, als StarShip Majestic an Premier Cruises verkauft, 2016 vor Laem Chabang gekentert                               |
| Sun Princess                     | 1995               | 77.441               | Fincantieri, Monfalcone                                   | 1995–2020           | Sun-Klasse (Typschiff) 2020 verkauft |
| Tahitian Princess Ocean Princess | 1999               | 30.277               | Chantiers de l’Atlantique, St. Nazaire                    | 2002–2009 2009–2016 | „Explorer“-Klasse (R-Klasse) von Renaissance Cruises übernommen, seit 2016 als Sirena bei Oceania Cruises.                                   |